# 坂口修一郎
坂口　修一郎（さかぐち しゅういちろう、1971年（昭和46年）7月21日 - ）は、日本のミュージシャン・プロデューサー。鹿児島県鹿児島市出身。10人編成の無国籍楽団Double Famousのトランペット、トロンボーン、パーカッションを担当。2010年より鹿児島の野外イベントGOOD NEIGHBORS JAMBOREEを主催。